# Second Time Around
Second Time Around es el segundo álbum de estudio de la banda japonesa Ghost. Fue lanzado originalmente en 1992 y relanzado por Drag City en 1997.

## Lista de canciones[6]
1. "People Get Freedom" – 1:45
2. "Second Time Around" – 5:37
3. "Forthcoming From the Inside" – 6:11
4. "Higher Order" – 3:30
5. "Awake in a Muddle" – 5:12
6. "A Day of the Stoned Sky in the Union Zoo" – 5:09
7. "First Drop of the Sea" – 5:15
8. "Under the Sun" – 3:25
9. "Orange Sunshine" – 7:39
10. "Mind Hill" – 4:16